# Moncheaux-lès-Frévent
Moncheaux-lès-Frévent – miejscowość i gmina we Francji, w regionie Hauts-de-France, w departamencie Pas-de-Calais.
Według danych na rok 1990 gminę zamieszkiwało 109 osób, a gęstość zaludnienia wynosiła 28 osób/km² (wśród 1549 gmin regionu Nord-Pas-de-Calais Moncheaux-lès-Frévent plasuje się na 1090. miejscu pod względem liczby ludności, natomiast pod względem powierzchni na miejscu 772.).